# Катарина Јуријевска
Катарина Александровна Јуријевска (рус. Екатерина Александровна Юрьевская; Санкт Петербург, 9. септембар 1878 — Хејлинг, 22. децембар 1959) је била руска принцеза, ванбрачно дете руског цара Александра II и његове љубавнице (а касније и супруге) Катарине Долгорукове.

## Биографија
Катарина је рођена у Санкт Петербургу у тренутку док је њена мајка још увек била љубавница Цара Александра другог. Када је имала две године њени родитељи су ступили у морганатски брак и то 6.јула 1880. године, 40 дана након смрти Царице Марије. Међутим већ 1881. године извршен је антентат на њеног оца због чега је са мајком и братом Георгом и сестром Олгом пребегла у Француску.

### Француска
Катаринина мајка је купила кућу у Паризу а 1891. године и кућу у Ници. У Француској је породица могла да приушти двадесетак службеника и приватну железничку кочију. 18. октобра 1901., Катарина се удала за принца Александра Барјатинског (1870-1910). Имали су два сина, Андреј и Андреја, и живели су у Паризу све до смрти Александра 1910. године.

### Повратак у Русију
6.октобра 1916. године, Катарина се удаје са Сергејом Обелинским, сином генерала Платона Обелинског. Живели су у Русији све до револуције 1917. године. Тада је претрпела многе потешкоће од бољшевика, док се њен муж борио на стране Беле армије током руског грађанског рата. катаринина мајка је умрла 1922. године остављајући за собом само кућу у Ници јер су остале биле продате због дуговања. Исте године Обелински је напустио Катарину. Након развода Катарина је постала професионална певачица, са великим репертоаром песама на енглеском, француском, италијанском и руском језику.

### Енглеска
1932. године је купила кућу на острву Хејлинг, које је изабрала због климе јер је патила од астме. Дуги низ година добијала је помоћ пре свега од краљице Марије. Али након краљичине смрти 1953. године била је принуђена да продаје комплетну имовину. Прешла је да живи у старачком дому где је и умрла 22. децембра 1959. године. Сахрањена је у црквеном дворишту у Хејлингу.